# Liste der Mitglieder der Deutschen Akademie der Naturforscher Leopoldina/1852
Die Liste der Mitglieder der Deutschen Akademie der Naturforscher Leopoldina für 1852 enthält alle Personen, die im Jahr 1852 zum Mitglied ernannt wurden. Insgesamt gab es 25 neu gewählte Mitglieder, davon 21 am 200. Jahrestag der Leopoldina (1. Januar).

## Mitglieder
| Nr.  | Name                           | Beiname        | Geboren       | Aufnahme | Gestorben     | Sektion                                      | Bild                           | Datenbank                       |
| ---- | ------------------------------ | -------------- | ------------- | -------- | ------------- | -------------------------------------------- | ------------------------------ | ------------------------------- |
| 1628 | Gabriel Andral                 | Peter Frank I. | 6. Nov. 1797  | 1. Jan.  | 13. Feb. 1876 | Pathologie                                   | Gabriel Andral                 | Gabriel Andral                  |
| 1629 | Heinrich Christian Beck        | Metzger I.     | 7. März 1805  | 1. Jan.  | 30. Nov. 1866 | Mineralogie, Kristallographie und Petrologie |                                | Heinrich Christian Beck         |
| 1630 | Eduard Karl Braun              | Brown II.      | 8. Apr. 1813  | 1. Jan.  | 9. Dez. 1862  | Medizin                                      |                                | Eduard Karl Braun               |
| 1631 | Ernst Wilhelm von Brücke       | Rudolphi I.    | 6. Juni 1819  | 1. Jan.  | 7. Jan. 1892  | Physiologie                                  | Ernst Wilhelm von Brücke       | Ernst Wilhelm Ritter von Brücke |
| 1632 | Anatole Demidoff di San Donato | Franklin II.   | 5. Apr. 1813  | 1. Jan.  | 29. Apr. 1870 | Mineralogie, Kristallographie und Petrologie | Anatole Demidoff di San Donato | Anatolij N. Démidoff            |
| 1633 | Friedrich Emmert               | Fehr           | 18. Sep. 1802 | 1. Jan.  | 15. Aug. 1868 | Botanik                                      |                                | Friedrich Emmert                |
| 1634 | Carl Remigius Fresenius        | Ellis          | 28. Dez. 1818 | 1. Jan.  | 11. Juni 1897 | Chemie                                       | Carl Remigius Fresenius        | Carl Remigius Fresenius         |
| 1635 | Franz Ritter von Friedau       | Scopoli III.   |               | 1. Jan.  |               | Naturforscher                                |                                | Franz Ritter von Friedau        |
| 1636 | Friedrich Ludwig Fülleborn     | Röschlaub      | 13. März 1791 | 1. Jan.  | 28. Jan. 1858 |                                              |                                | Friedrich Ludwig Fülleborn      |
| 1637 | Friedrich Goldenberg           | Steinhauer     | 11. Nov. 1798 | 1. Jan.  | 26. Aug. 1881 | Mathematik                                   |                                | Carl Friedrich Goldenberg       |
| 1638 | Karl Heinrich Koch             | Ledebour       | 6. Juni 1809  | 1. Jan.  | 25. Mai 1879  | Botanik                                      | Karl Heinrich Koch             | Karl Koch                       |
| 1639 | Johann Michael Mappes          | Senckenberg    | 10. Okt. 1796 | 1. Jan.  | 28. Apr. 1863 | Anatomie                                     |                                | Johann Michael Mappes           |
| 1640 | Johann Romuald Marinus         | Gruner         |               | 1. Jan.  | 8. Sep. 1874  | Medizin                                      |                                | Johann Romuald Marinus          |
| 1641 | Carl Anton von Meyer           | Carl Anton von | 1. Apr. 1795  | 1. Jan.  | 24. Feb. 1855 | Botanik                                      |                                | Carl Anton von Meyer            |
| 1642 | August Schenk                  | Heller         | 17. Apr. 1815 | 1. Jan.  | 30. März 1891 | Botanik                                      | August Schenk                  | August von Schenk               |
| 1643 | Johann Anton Schmidt           | Vogel          | 6. Mai 1823   | 1. Jan.  | 21. Jan. 1905 | Botanik                                      |                                | Johann Anton Schmidt            |
| 1644 | Charles-Emmanuel Sédillot      | Heister III.   | 14. Sep. 1804 | 1. Jan.  | 29. Jan. 1883 | Chirurgie                                    | Sédillot(2)                    | Charles-Emmanuel Sédillot       |
| 1645 | Gottfried von Segnitz          | Wohlfahrt      | 13. Juni 1827 | 1. Jan.  | 1. Nov. 1905  | Botanik                                      |                                | Gottfried von Segnitz           |
| 1646 | Louis Joseph Seutin            | Scultetus      | 19. Okt. 1793 | 1. Jan.  | 6. Feb. 1862  | Chirurgie                                    |                                | Ludwig Frhr. von Seutin         |
| 1647 | Rudolf Virchow                 | Döllinger      | 13. Okt. 1821 | 1. Jan.  | 5. Sep. 1902  | Pathologie                                   |                                | Rudolf Virchow                  |
| 1648 | Philipp Wirtgen                | Erhart         | 4. Dez. 1806  | 1. Jan.  | 7. Sep. 1870  | Botanik                                      | Philipp Wirtgen                | Philipp Wirtgen                 |
| 1649 | Berthold Carl Seemann          | Bonpland       | 28. Feb. 1825 | 13. Mrz. | 10. Okt. 1871 | Botanik                                      | Berthold Carl Seemann          | Berthold Seemann                |
| 1650 | Friedrich von Stein            | Buker          | 3. Nov. 1818  | 13. Mrz. | 9. Jan. 1885  | Zoologie                                     | Friedrich von Stein            | Friedrich von Stein             |
| 1651 | Gustav Adolf Kenngott          | Baumer II.     | 6. Jan. 1818  | 23. Apr. | 4. März 1897  | Mineralogie, Kristallographie und Petrologie | Gustav Adolf Kenngott          | Adolf Kenngott                  |
| 1652 | Georg August Pritzel           | Jonas Dryander | 2. Sep. 1815  | 23. Apr. | 17. Juni 1874 |                                              |                                | Georg Pritzel                   |

## Hinweis zu den Lebensdaten
In der Liste sind zunächst die Lebensdaten gemäß Archiv der Leopoldina aufgenommen. Diese beziehen sich auf die Angaben gem. Neigebaur (1860) und Ule (1889). Die Lebensdaten im Namensartikel können daher von den Lebensdaten in der Liste abweichen.